# Liza Tzschirner
Liza Tzschirner (ur. 27 lipca 1987 w Bonn) – niemiecka aktorka. 

## Życie i kariera
Grała od 2005 do 2009 roku w Klubie Młodzieżowym Teatru w Bonn. W 2013 ukończyła studia aktorskie w Mozarteum w Salzburgu.
Od czerwca 2013 do początku września 2014 zagrała główną rolę wraz z Christianem Feistem w produkcji ARD Burza uczuć, wcieliła się tam w rolę cukiernika Pauline Jentzsch. Była to jej pierwsza rola telewizyjna. W 2014 zagrała w Weißblaue Geschichten. 
Obecnie mieszka w Monachium.

## Filmografia
- 2013–2014: Burza uczuć (odcinki 1781–2066)
- 2014: Weißblaue Geschichten